# Tscherskia triton
Tscherskia triton är en gnagare som tillhör underfamiljen hamstrar (Cricetinae). Arten är ensam i släktet Tscherskia.

## Utseende
Djuret når en kroppslängd (huvud och bål) mellan 14 och 22 centimeter och därtill kommer en 7 till 11 centimeter lång svans. Bakfötterna är 2,0 till 2,5 cm långa, öronen är 1,7 till 2,4 cm stora och vikten varierar mellan 92 och 241 g. Pälsens grundfärg är brungrå på ovansidan och gråvit på buken. Svansen är nära bålen täckt av långa bruna hår och fram till spetsen blir håren kortare. På ryggens mitt finns ibland en längsgående mörk strimma, fötter och kinden är vita. Djuret liknar råtthamstrarna i utseende men blir större och har en mera robust skalle.

## Utbredning
Arten förekommer i östra Asien. Utbredningsområdet sträcker sig över nordöstra Kina (Manchuriet), Koreahalvön och regionen kring Ussurifloden i sydöstra Ryssland. Habitatet utgörs av torra öppna landskap. Där hittas den ofta vid sidan av vattenansamlingar.

## Ekologi
Det är inte mycket känt om levnadssättet. Denna hamster skapar lodrätta gångar som når förvaringsrum för spannmål. Ibland har förrådet som även kan innehålla blad en volym av 35 liter och en vikt av 10k g. Tscherskia triton beskrivs som mycket aggressiv som angriper och äter andra gnagare.
Individerna är främst nattaktiva och ibland letar de på dagen efter föda. Fortplantningstiden sträcker sig från april till oktober, eller kortare beroende på utbredning. Under denna tid har honor 2 till 3 kullar med vanligen 8 till 10 ungar per kull. För en hona registrerades en kull med 24 ungar. Tscherskia triton lever sällan längre än ett år.

## Tscherskia tritonoch människan
Personer som lever i djurets utbredningsområde anser hamstern sedan urminnes tider som skadedjur och den har även ett högljutt skrikande läte.
Den lokala befolkningen gräver sig ibland fram mot hamsterns bo och nyttjar sädeskornen själv.